# Чао, профессор
«Чао, профессор» (итал. Io speriamo che me la cavo) — итальянский кинофильм Лины Вертмюллер. Экранизация произведения, автор которого — Марчелло Д’Орта. Есть другой вариант русского перевода названия фильма — «Я надеюсь, что выкарабкаюсь».

## Сюжет
Фильм об учителе, который отправился с индустриального Севера работать на юг Италии, в бедный городишко Де Амичес. Всё происходит в бандитском районе, местным жителям вовсе не до учёбы. В ходе работы учитель переживет немало смешных и грустных приключений.

## В ролях
- Паоло Виладжио — Марко Туллио Сперелли
- Паоло Боначелли — Людовико Маззулло
- Иза Даниэли — заказчик
- Джиджио Морра — опекун